# Tiffany Thomas Kane
Tiffany Thomas Kane (nascida em 9 de setembro de 2001) é uma nadadora paralímpica australiana. Nasceu com hipocondroplasia e tem baixa estatura. Começou a praticar natação aos três anos. Foi a mais jovem nadadora australiana selecionada para competir no Campeonato Mundial de Natação Paralímpica de 2015 em Glasgow, na Escócia, após quebrar recordes mundiais no Campeonato Australiano de Natação no mesmo ano. Aos treze anos, disputou o Campeonato de Natação Paralímpica de 2015 e conquistou a medalha de ouro ao vencer a prova dos 100 metros peito SB6 com tempo recorde mundial de 1h34min95s, a prata nos 50 metros borboleta S6 e ficou em terceiro nos 100 metros livre da categoria S6, rendendo-lhe a medalha de bronze.
 Terminou em quinto nos 100 metros costas e em sétimo no revezamento 4x50 metros livres (20 pontos), com a equipe mista da Austrália. É aluna bolsista do Instituto de Esporte de Nova Gales do Sul desde 2015.
Nos Jogos Paralímpicos de Verão de 2016, realizados no Rio de Janeiro, Brasil, Tiffany obteve a medalha de ouro nos 100 metros peito da categoria SB6 com tempo recorde paralímpico de 1h35min39s. Também conquistou medalhas de bronze nos 50 metros livre, nos 50 metros borboleta S6 e nos 200 metros medley individual da categoria SM6.